# Naturalismo y evolución
Dentro de la actual teoría de la evolución biológica, el neodarwinismo o síntesis evolutiva moderma, hay dos posturas con respecto a la relación entre microevolución y macroevolución. 
Los ultradarwinistas etienden la evolución sólo como microevolución. Es decir, aquellos procesos que afectan a la frecuencia alélica de la población, como la selección natural, el flujo génico y la deriva genética. Para los partidarios de esta propuesta, la macroevolución no es más que mucha microevolución o microevolución durante un largo período.
La opción de los naturalistas es consideran que la microevolución y la macroevolución son dos conjuntos de procesos, que actúan al mismo tiempo. De hecho fueron los que definieron el concepto de macroevolución como otra serie de procesos que actúan en un nivel superior al de la población de individuos, como la especie e incluso en categorías superiores. Incluye procesos como la selección de especies.
- Datos: Q6038792